# Eupatula macrops
Eupatula macrops är en fjärilsart som beskrevs av Carl von Linné 1768. Eupatula macrops ingår i släktet Eupatula och familjen nattflyn. Inga underarter finns listade i Catalogue of Life.